# Globokomorska trska
Globokomorska trska (znanstveno ime Mora moro) je morska riba iz družine Moridae in edina vrsta v rodu Mora.
Razširjena je po vseh morjih zmernega pasu, živi pa v globinah med 300 in 2500 metri. V dolžino doseže do 80 cm.